# Rhodobryum subverticillatum
Rhodobryum subverticillatum är en bladmossart som beskrevs av Brotherus 1924. Rhodobryum subverticillatum ingår i släktet rosmossor, och familjen Bryaceae. Inga underarter finns listade i Catalogue of Life.